# 阿朗格乌拉姆
阿朗格乌拉姆（Alangulam），是印度泰米尔纳德邦Virudhunagar县的一个城镇。总人口4965（2001年）。

## 人口
该地2001年总人口4965人，其中男性2540人，女性2425人；0—6岁人口382人，其中男193人，女189人；识字率77.30%，其中男性为85.51%，女性为68.70%。